# Lilium columbianum

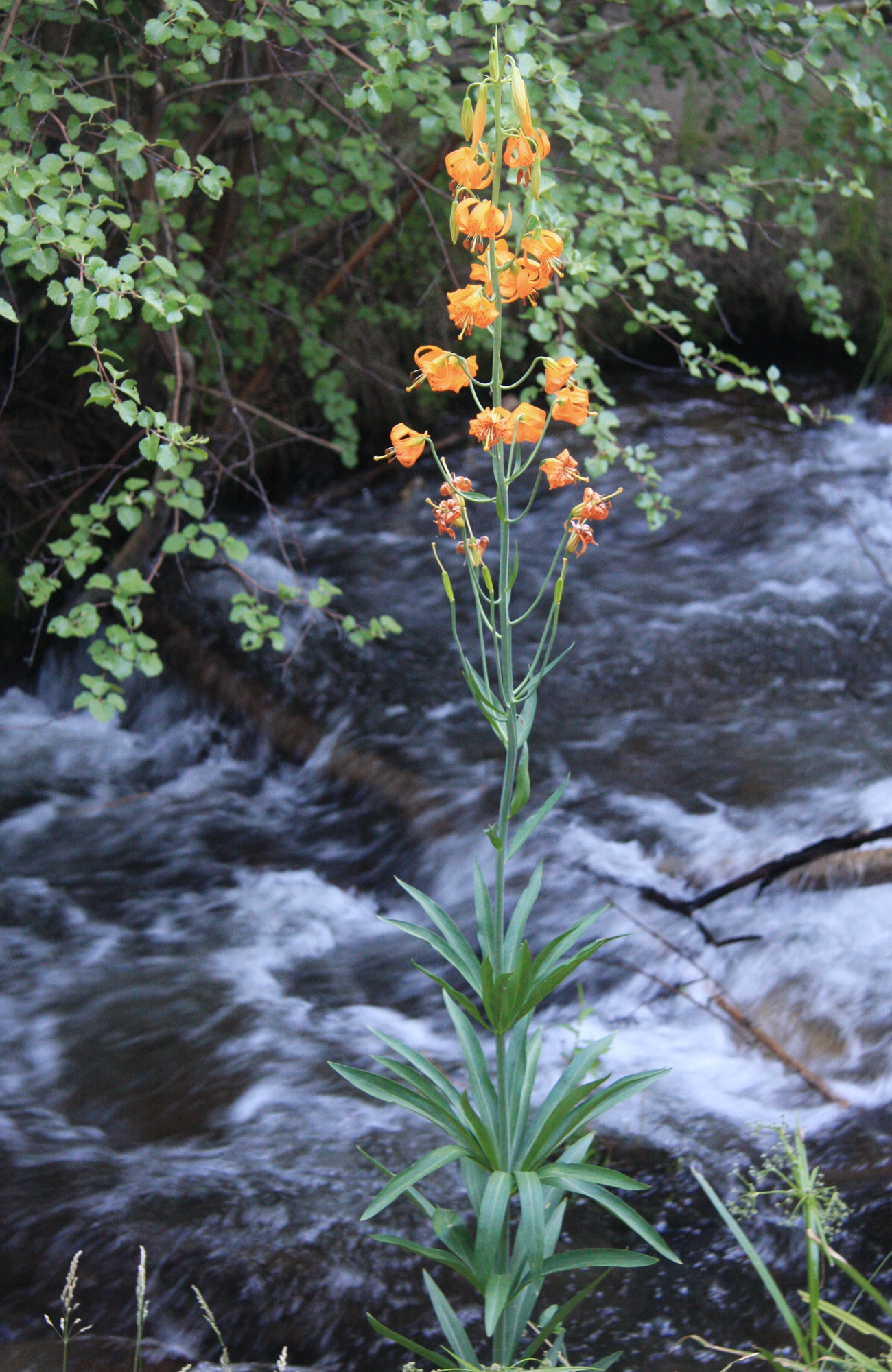
Lilium columbianum na natureza.

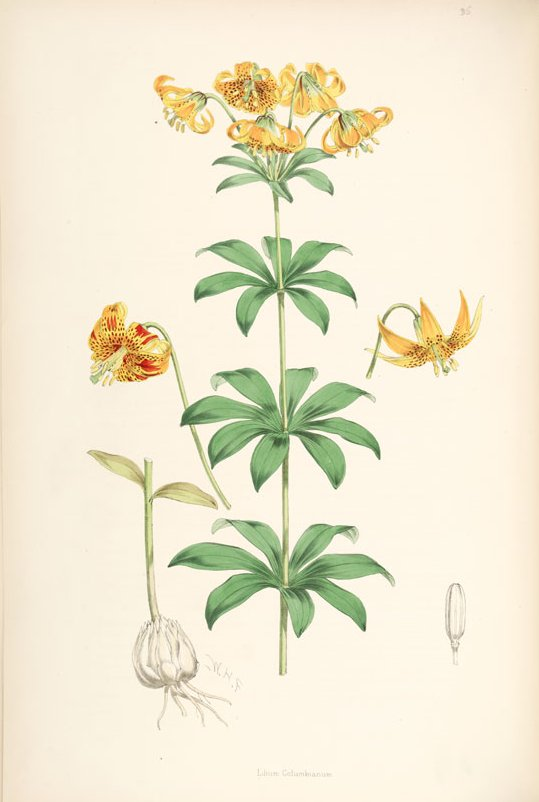
Lilium columbianum (ilustração).

Lilium columbianum é uma espécie de planta com flor, pertencente à família Liliaceae. É nativa da América do Norte, com ocorrências nos estados da Califórnia, Idaho e Nevada e no estado da Colúmbia Britânica no Canadá.